# Caeruleuptychia scopulata
Caeruleuptychia scopulata är en fjärilsart som beskrevs av Frederick DuCane Godman 1905. Caeruleuptychia scopulata ingår i släktet Caeruleuptychia och familjen praktfjärilar. Inga underarter finns listade i Catalogue of Life.